# Nick Shaback
Nicholas Shaback, detto Nick (Bronx, 10 settembre 1918 – New York, 5 gennaio 2010), è stato un cestista statunitense, professionista nella ABL e nella BAA.

## Palmarès
- Campione ABL (1942)